# Huella de Fortines
Huella de Fortines en una travesía de 100 km a caballo y en carruajes uniendo los antiguos fortines y mojones ubicados en el partido de Carlos Casares, Buenos Aires, Argentina. Es un recorrido que se realiza dos veces por año (generalmente en abril y noviembre), cuyo objetivo es resaltar la figura de los pueblos originarios, dueños de la tierra, como así también la del gaucho, en un homenaje conjunto.
Al mismo tiempo, este homenaje llama al pensamiento, reflexión y maduración sobre los crudos enfrentamientos que se llevaron a cabo en esas tierras en el pasado, en las que el hombre contra el hombre se destruía a sí mismo, en las que el gaucho fue obligado a matar y el originario condenado a morir. La Huella de Fortines, es una síntesis de un recuerdo que debe ser interpretado como un llamado a la confraternidad y convivencia en armonía entre los seres humanos.
La participación en la huella y la asistencia a los espectáculos es libre y gratuita. Las personas que concurren a la misma llevan para comer su tradicional asado de campo, vino, gaseosas entre otros alimentos, o de otro modo hay puestos de servicio de comida a precios accesibles y sanitarios en todas las paradas. Al final del día, en cada uno de sus dos "descansos", y principalmente la última noche, se recrean la danza, el canto, el teatro, la preservación de las tradiciones, el amor por el caballo y el recuerdo de una historia siempre viva.
Al final del recorrido se emprende el regreso hacia la ciudad de Carlos Casares, donde el pueblo espera el arribo de los caballos y carruajes, que hacen una especie de desfile que concluye en la plaza principal, donde hay nuevamente más espectáculos.

## La Línea de Fortines
Era la corrección de la línea de fronteras que en 1869 Domingo Faustino Sarmiento presidente de Argentina en ese entonces, encomendó la misión de construir fortines para proteger y defender la frontera Oeste de Buenos Aires. En Argentina fueron el principal punto estratégico de batalla en la Conquista del Desierto; es así que se construían líneas de fortines ubicados a 10 km unos de los otros (dos leguas), para avanzar sobre territorios aún no controlados por los españoles o posteriormente los criollos. En determinados momentos, dichas líneas retrocedían por los ataques de los aborígenes
pueblos aborígenes.
Dentro del Partido se encontraban los siguientes fortines: Fortín Rifles, Fortín Aliados, Fuerte General Paz, Fortín Luna, Fortín Barrera, Fortín Urbero, Fortín Séptimo, Fortín La Larga, Fortín Algarrobos, Fortín Comisario, Fortín Guevara o Bagual (límite con Lincoln y 9 de Julio). Todos pertenecen a la 2.ª. Avanzada de los fortines.
Estas eran construcciones rudimentarias que buscaban desarrollarse en lugares altos, contando en las cercanías con aguadas o a la vera de algún río. Estaban rodeados por un ancho foso, protegido por una empalizada echa de palos impuestos de manera vertical, que rodeaban un perímetro aproximado de 500 metro² del fortín. En el interior, había ranchos que generalmente eran para los oficiales o comandantes, existían ranchos o barracas para las tropas, una rudimentaria prisión o celda, un depósito de alimentos y un establo. Para vigilar el horizonte o el desierto fuera del perímetro de los fortines, se hacían mangrullos, estructuras de palos rústicas en forma de torre con una altura máxima de 10 a 15 metros. Estos permitían avistar claramente la zona desde la altura frente al acercamiento de extraños o malones de aborígenes.